# Worst of Mucc
WORST OF MUCC är ett samlingsalbum, släppt den sjätte juni 2007 av det japanska rockbandet MUCC. Albumet släpptes samtidigt som BEST OF MUCC för att fira bandets tioårsjubileum (det bildades 1997). I motsats till BEST OF MUCC innehåller detta album originalversioner och nyinspelningar av äldre låtar, av vilka några endast släppts i begränsade upplagor tidigare.

## Låtlista
1. "Aka" (アカ) – originalversion på albumet Antique
2. "Zetsubou" (絶望) – från albumet Houmura uta
3. "Bouzenjishitsu" (茫然自失) – originalversion på albumet Zekuu
4. "Hakanakutomo" (儚くとも) – från singeln Waga, arubeki Basho
5. "Tsubasa wo Kudasai" (翼を下さい) – från albumet Aishuu
6. "Yoru" (夜) – från albumet Tsuuzetsu
7. "Suimin" (スイミン) – originalversion på albumet Houmura uta
8. "Ieji" (家路) – från singeln Aoban
9. "Ayatori" (あやとり) – från albumet Aishuu
10. "Mae he" (前へ) – originalversion på albumet Houmura uta
11. "Ranchuu" (蘭鋳) – från albumet Zekuu
12. "Dilemma" (ジレンマ) – från albumet Aishuu
13. "Danzetsu" (断絶) – originalversion på albumet Tsuuzetsu
14. "Shikenkan baby" (試験管ベイビー) – originalversion på albumet Zekuu (betitlad "Nagekidori to doukebito")
15. "Shoufu DEMO" (娼婦　DEMO) – originalversion på albumet Tsuuzetsu